# جون موير هيثكوت
جون موير هيثكوت (بالإنجليزية: John Moyer Heathcote)‏ (و.12 يوليو 1834 - 3 أغسطس 1912)، كان محاميا إنجليزيا ولاعب كرة مضرب. كان أحد أعضاء اللجنة في نادي ماريليبون للكريكيت المسؤول عن صياغة القواعد الأصلية للتنس في الحديقة ويعزى إليه الفضل في وضع غطاء القماش لكرة التنس.

## النشأة
ولد جون مويير هيثكوت في 12 يوليو 1834 في وستمنستر لندن. كان الابن الأكبر للاعب الكريكت جون هيثكوت [الإنجليزية]،. تلقى تعليمه في كلية إيتون، وبعدها في 8 أكتوبر 1851، تم قبوله في كلية الثالوث، حصل على درجة الماجستير في عام 1856، وبدأ أيضًا لعب كرة المضرب في نفس السنة.